# Rhyncho-hypnum
Rhyncho-hypnum là một chi rêu trong họ Brachytheciaceae.